# تأثير العربية في اللغات الأخرى

زخرفة عربية لسورة الاخلاص بالخط الكوفي

للغة العربية تأثير كبير على باقي اللغات خصوصاً في المفردات اللغوية. التأثير الرئيسي للغة العربية في الدول التي كانت تحت الحكم الإسلامي. اللغة العربية هي مصدر رئيسي لمفردات لغات عدة مثل لغة الأمازيغية والكردية والفارسية والبشتوية والأردو والبنجابية والسندية والتاغالوغية والتركية والإسبانية والهندية والبرتغالية والكتالونية والسواحلية والصومالية ولغة ملايو والإندونيسية والولوفية إضافة إلى لغات أخرى في الدول التي تتحدث بهذه اللغات المذكورة وتستخدم لغات كثيرة الحروف العربية مثل اللغة الفارسية، اللغة الكردية، اللغة التركية القديمة (العثمانية)، لغة الأوردو. مثلاً الكلمة العربية كتاب تستخدم في معظم اللغات المذكورة سابقاً (باستثناء الإسبانية والكتالونية والبرتغالية حيث تستخدم كلمة مشتقة من أصل لاتيني) باقي اللغات مثل المالطية والنوبية تعتبر مشتقة من اللغة العربية بدلاً من استعارة المفردات.
مصطلح استعارة يتباين من المصطلحات الدينية (مثل كلمة «صلاة» في الأمازيغية) إلى المصطلحات العلمية (مثل كلمة «منطق» في الأويغورية) إلى أحرف العطف اليومية (مثل كلمة «لكن» في الأردو والهندية والبنجابية). معظم لهجات الأمازيغية (مثل اللهجة القبائلية) إضافة إلى السواحلية تستعير بعض الأرقام من العربية. معظم المصطلحات المستخدمة من قبل المسلمين حول العالم هي استعارة مباشرة من اللغة العربية مثل «صلاة» و«إمام». اللغات التي ليست على تماس مع العالم العربي تستعير الكلمات العربية من خلال لغات أخرى بدلا من نقلها مباشرة من اللغة العربية، على سبيل المثال العديد من الكلمات العربية القديمة المستعارة في اللغة الهوسية تم استعارتها من اللغة الكانورية.
بعيداً عن العالم الإسلامي (مثل الإنكليزية والفرنسية والإيطالية) توجد استعارات من اللغة العربية بشكل محدود أكثر خصوصاً للدلالة على الخضروات وباقي السلع التجارية (ففي اللغة الإنكليزية توجد كلمة "alcohol" وأصلها «الكحول») إضافة إلى بعض المصطلحات الأخرى مثل "admiral" وأصلها عربي «أمير البحر» وهي آتية غالباً عبر اللغة الإسبانية. تأثير اللغة العربية أكثر انتشاراً في لغات شبه الجزيرة الإيبيرية الإسبانية والكتالونية والبرتغالية بسبب وجود الحكم الإسلامي هناك لعقود في العصور الوسطى. تم في العصور الوسطى استعارة بعض المصطلحات الفلسفية والعلمية والطبية من اللغة العربية من قبل العبرية واللغات الأوروبية مثل الكلمة العبرية «مركز» ذات الأصل العربي والكلمة الإنكليزية "azimuth" وأصلها العربي «السمت».

## الإنجليزية
مثل اللغات الأوروبية الأخرى، تحتوي اللغة الإنجليزية على العديد من الكلمات المستمدة من اللغة العربية والتي انتقلت غالبًا لها من خلال اللغات الأوروبية الأخرى خاصةً الإسبانية. ومن بينها مفردات تستخدم في الحياة اليومية مثل سكر (sugar) وقطن (cotton). وكلمات أخرى أكثر وضوحًا مثل الجبر (algebra) والكحول (alcohol) والكيمياء (alchemy)والفيل (elephant)والزرافة (giraffe)وغيرها العديد من الكلمات اذ يقارب عدد الكلمات العربية في اللغة الانجلزية مما موجود في اللغة الاسبانية التي حكمها المسلمون لثمان قرون.

## الفرنسية
تُستخدم اللغة الفرنسية بشكل واسع كلغة ثانية في المستعمرات الفرنسية السابقة في المغرب العربي. ولذا قد تطول قائمة الكلمات العربية المُستخدمة أو المُدمجة في اللغة الفرنسية المنطوق بها في تلك المنطقة (نتيجة لظاهرة التناوب اللغوي، أو لعدم وجود مصطلح مكافئ في اللغة الفرنسية الأصلية للتعبيرات المقصودة، أو لدواعي التيسير). يعد هذا النوع من التعريب مقبولًا على مستوى محلي، ولكنه غير منتشر في أوساط المتحدثين بالفرنسية بخلاف سكان المغرب العربي.
ظهرت الكلمات المشتقة من العربية في اللغة الفرنسية الأم من مصدرين رئيسيين: أحدهما اللغة الإسبانية كما الحال بالنسبة للعديد من اللغات الأوروبية. أما المصدر الآخر فهي اللغات العربية المغربية نتيجة لاحتلال واستعمار المغرب العربي، وخاصةً الجزائر، من قبل فرنسا في القرن التاسع عشر والقرن العشرين؛ ومن بين الأمثلة على ذلك مصطلح «bled» المستخدم في الفرنسية الدارجة بمعنى «بلد الأصل»، وذلك طبقًا لانتشار تلك الكلمة في المغرب العربي عوضًا عن كلمة «بلد» في اللغة العربية الفصحى؛ إلى جانب بعض المصطلحات الأخرى في الدارجة المغربية الفرنسية مثل «kif kif» و«tabeeb» بمعنى طبيب. ظهر عدد ضئيل من الكلمات العربية في اللغة الفرنسية الشائعة نتيجة لقدوم المهاجرين من شمال أفريقيا إلى فرنسا بعد استقلال الجزائر. ظهرت بعض الكلمات الأخرى في اللغة الفرنسية الدارجة مثل الفعل «niquer» (بمعنى «نكح») المشتقة من اللغات العربية الشرقية أثناء احتلال نابليون لمصر.

## الإسبانية
تأثرت اللغة الإسبانية باللغة العربية نتيجة فتح المسلمين شبه جزيرة أيبريا لفترة طويلة، بدءًا من الفتح الإسلامي في الفترة 711–718 م حتى سقوط آخر مملكة إسلامية في عام 1492 م. انحدرت اللغة الإسبانية الحديثة (التي تُعرف أيضًا بالقشتالية) من اللاتينية العامية بعد قرون من فتح الإسلامي، ولذلك فقد تأثرت باللغة العربية منذ نشأتها. اشتد تأثير العربية نتيجة لامتداد مملكة قشتالة المتوسعة إلى الجنوب، فتح أراضي الممالك الإسلامية خلال حروب الاسترداد المسيحية. عاش المستعربون في إسبانيا تحت سيطرة الحكام المسلمين وتحدثوا بأصناف مختلفة من اللغات الرومانسية المتأثرة بالعربية (وهي تعرف في أوساط الفقهاء باللغات المستعربة)، ومن المحتمل أن لهم تأثير تكويني على اللغة الإسبانية وأنهم ساهموا بشكل غير مباشر في إدخال المفردات العربية إلى الإسبانية. قد يفسر وجود اللاجئين المستعربين ظهور أسماء الأماكن الجغرافية باللغة العربية في إسبانيا الشمالية حيث كانت سلطة المسلمين أقل وطأة. المملكة الأيبيرية الإسلامية الوحيدة التي كانت جميع طبقات المجتمع فيها تنطق بالعربية فقط هي مملكة غرناطة في عصر حكم بني نصر.
في بعض الأحيان يتناوب المتحدثون بالإسبانية في استخدام الكلمات العربية واللاتينية. على سبيل المثال: «aceituna» و«olive» (الزيتون)، «alacrán» و«escorpión» (العقرب)، «jaqueca» و«migraña» (الصداع). بينما يظهر تأثير اللغة العربية، سواء بطريقة مباشرة أو عن طريق المستعربين، بصفة ملحوظة أكثر في اللهجات الإسبانية الجنوبية حيث أثرت اللغة العربية بقوة أكبر ولفترة أطول. يتجلى نفس الفرق كذلك بين اللغة الكتالونية والبلنسية، وبين الغاليسية والبرتغالية في بعض الأحيان.
يتجلى تأثير اللغة العربية في مئات الأسماء المنسوبة للأماكن الجغرافية مع وجود استثناءات بسيطة، ولكن يظل تأثير اللغة العربية مقتصرًا على المفردات بصفة رئيسية. يُقدر عدد الكلمات العربية المُستعارة في القواميس الإسبانية بنحو 2000 كلمة، وعدد مشتقاتها بنحو 3000 كلمة، أي كنسبة 8% من مفردات اللغة الإسبانية الكلية. وفي العصور الوسطى شكلت اللغة الإسبانية المسار الوحيد لدخول الكلمات العربية إلى اللغات الأوروبية الغربية الأخرى. تتألف معظم تلك الكلمات من أسماء، مع عدد محدود من الأفعال والصفات والأحوال، وحرف جر واحد. من بين الكلمات العربية المستخدمة في الحياة اليومية: «rincón» (مشتقة من «ركن»)، و«aceite» (من «الزيت»)، و«alcalde» (بمعنى العمدة، وهي مشتقة من «القاضي»)، و«ahorrar» (فعل بمعنى يحرر)، و«tarea» (بمعنى مهمة، وهي مشتقة من «طريحة»)، و«hasta» (بمعنى حتى، وهي مشتقة من نفس الكلمة).